# Кривошапкин, Андрей Иннокентьевич
Андре́й Инноке́нтьевич Кривоша́пкин (род. 18 сентября 1968, Белогорск, Амурская область) — российский археолог, специалист в области древнейшей истории и первобытной археологии Центральной Азии. Доктор исторических наук (2012), профессор РАН (2016), член-корреспондент РАН по Отделению историко-филологических наук с 15 ноября 2019 года.

## Биография
Окончил гуманитарный факультет Новосибирского университета (1992). В 1998 году защитил кандидатскую диссертацию «Палеолитические комплексы северо-восточного фаса Арц-Богдо (Монголия)», в 2012 году — докторскую диссертацию «Оби-рахматский вариант перехода от среднего к верхнему палеолиту в Центральной Азии».
Заведующий кафедрой археологии и этнографии, старший научный сотрудник Лаборатории геоархеологии и палеоэкологии человека Гуманитарного института НГУ. Работал научным сотрудником, заместителем директора Института археологии и этнографии СО РАН. С 25 мая 2019 года исполняет обязанности директора ИАЭТ РАН, 3 октября 2019 года избран директором.

## Общественная позиция
В феврале 2022 года подписал открытое письмо российских учёных и научных журналистов с осуждением вторжения России на Украину и призывом вывести российские войска с украинской территории.

## Научная деятельность
Автор и соавтор 174 научных публикаций, в том числе 5 коллективных монографий, посвящённых проблемам изучения древнекаменного века Центральной Азии и происхождения антропологически современного человека.

## Основные работы
- Археологические исследования Российско-монгольско-американской экспедиции в Монголии в 1997—1998 гг. — Новосибирск, 2000 (в соавт. с А. П. Деревянко и др.);
- Каменный век Монголии: Палеолит хребта Арц-Богдо. — Новосибирск, 2000 (в соавт. с А. П. Деревянко и др.).